# Wasilij Dienisienko
Wasilij Michajłowicz Dienisienko (ros. Василий Михайлович Денисенко, ur. 1895 w Krzywym Rogu, zm. 1945) – radziecki polityk i wojskowy, pułkownik, I sekretarz Komitetu Obwodowego WKP(b) w Smoleńsku (1939-1940), członek Centralnej Komisji Rewizyjnej WKP(b) (1939-1941).
W latach 1915-1918 służył w rosyjskiej armii, w 1918 był przewodniczącym Zarządu Komuny Rolniczej w guberni chersońskiej, 1918-1920 przewodniczącym wiejskiego komitetu rewolucyjnego w guberni chersońskiej, a 1924-1925 przewodniczącym Zarządu Towarzystwa Kredytowego Gospodarki Rolnej w rejonie krzyworoskim. Od 1927 w WKP(b), 1928-1931 ludowy sędzia rejonowy w Ukraińskiej SRR, 1931-1932 kierownik wydziału kulturalno-propagandowego, a 1932-1935 kierownik wydziału kulturalno-propagandowego i zastępca sekretarza rejonowego komitetu KP(b)U w obwodzie dniepropetrowskim. Następnie 1935-1936 zastępca dyrektora stanicy maszynowo-traktorowej ds. politycznych w obwodzie dniepropetrowskim, a 1936-1937 dyrektor stanicy, 1937-1938 I sekretarz Michajłowskiego Komitetu Rejonowego KP(b)U w obwodzie dniepropetrowskim, 1938-1939 organizator odpowiedzialny Wydziału Zarządzania Organami Partyjnymi KC WKP(b). Od 14 lutego 1939 do 8 września 1940 był I sekretarzem Komitetu Obwodowego WKP(b) w Smoleńsku, od 21 marca 1939 do 20 lutego 1941 członkiem Centralnej Komisji Rewizyjnej WKP(b), później służył w Armii Czerwonej, gdzie dosłużył się stopnia pułkownika.